# Eduardo Maglioni
Eduardo Maglioni (Reconquista, 14 aprile 1946) è un ex calciatore argentino, di ruolo attaccante.
Tra il 1969 e il 1973 all'Independiente: vince due titoli argentini (1970 e 1971), 2 Libertadores consecutive (1972 e 1973), l'Interamericana del 1972 e l'Intercontinentale 1973.
In un incontro tra l'Independiente e il Gimnasia y Esgrima del Campionato Metropolitano 1973 mise a segno la tripletta più rapida della storia:  in un minuto e 51 secondi, tra il 49º e il 51º minuto dell'incontro.

## Palmarès

### Competizioni nazionali
- Campionato argentino: 2

Independiente: Metropolitano 1970, Metropolitano 1971

### Competizioni internazionali
- Coppa Libertadores: 2

Independiente: 1972, 1973
- Coppa Interamericana: 1

Independiente: 1972
- Coppa Intercontinentale: 1

Independiente: 1973